# Wrightia laevis
Wrightia laevis är en oleanderväxtart. Wrightia laevis ingår i släktet Wrightia och familjen oleanderväxter. Inga underarter finns listade i Catalogue of Life.